# Спортсмен поневоле
Спортсмен поневоле (пол. Sportowiec mimo woli) — польская комедия, чëрно-белый фильм 1939 года. По причине начала второй мировой войны и оккупации Польши премьера фильма состоялась лишь 31 мая 1940 года.

## Сюжет
У парикмахера Четверга появляется случай неожиданного заработка. Богатый хоккеист Пятница делает ему необычайное предложение. У Пятницы есть породистый пёс, и он хочет скрестить его с сучкой такой же породы. Чтобы подобраться поближе к этой сучке и её владелице, хоккеист притворяется дамским парикмахером. Однако для этого парикмахер Четверг должен действительно стать хоккеистом.

## В ролях
- Адольф Дымша — Додек Четверг, парикмахер
- Александр Жабчинский — Ежи Пятница, хоккеист
- Юзеф Орвид — председатель Мельхиор Мадецкий
- Ина Бенита — Лили Мадецкая, дочь председателя
- Хелена Бучиньская — жена председателя Мадецкого
- Станислав Волиньский — Ян, камердинер председателя Мадецкого
- Людвик Семполинский — барон Дропс
- Халина Доре — Идалиа, секретарша барона Дропса
- Войцех Рушковский — Джемс, гостиничный детектив
- Александр Богусиньский — директор гостиницы «Бристоль»
- Хенрик Малковский — Кулька, владелец спортивного магазина
- Роман Дерень — владелец парикмахерской
- Ядвига Букоемская — женщина которую причёсывает Додек
- Казимеж Опалиньский и др.